# Andrew Rock
Pour les articles homonymes, voir Rock (homonymie).
Andrew Rock (né le 23 janvier 1982 à Marshfield) est un athlète américain spécialiste du 400 mètres.

## Carrière
Il remporte le 400 m des championnats nationaux 2006. Son meilleur temps sur 200 m est de 20 s 84, réalisé le 3 mai 2003 à Stevens Point, et 44 s 35 sur 400 m à Helsinki le 12 août 2005.

### Palmarès
| Année | Compétition           | Lieu     | Résultat | Épreuve   | Performance   |
| ----- | --------------------- | -------- | -------- | --------- | ------------- |
| 2004  | Jeux olympiques       | Athènes  | 1er      | 4 × 400 m | -             |
| 2005  | Championnats du monde | Helsinki | 2e       | 400 m     | 44 s 35       |
| 2005  | Championnats du monde | Helsinki | 1er      | 4 × 400 m | 2 min 56 s 91 |